# Achalinus meiguensis
Espèce
Statut de conservation UICN

 LC  : Préoccupation mineure
Achalinus meiguensis est une espèce de serpents de la famille des Xenodermatidae.

## Répartition
Cette espèce est endémique de Chine. Elle se rencontre entre 1 200 et 2 520 m d'altitude :
- au Sichuan dans les xians de Baoxing, de Meigu, de Pingshan, de Hongya et de Wenchuan ;
- au Yunnan dans le xian de Shuifu.

## Génétique
L'ADN mitocondrial de ce serpent a été séquencé.

## Étymologie
Son nom d'espèce, composé de meigu et du suffixe latin -ensis, « qui vit dans, qui habite », lui a été donné en référence au lieu de sa découverte, le xian de Meigu.

## Publication originale
- Hu & Zhao, 1966 : Three new Species of Reptiles from Szechwan. Acta Zootaxonomica Sinica, vol. 3, no 2, p. 158-164.